# 1،1-ثنائي كلورو-1-فلورو الإيثان
1,1-ثنائي كلورو-1-فلورو الإيثان هو مركب كيميائي من مركبات هيدروكلوروفلوروكربون، له الصيغة الكيميائية C2H3Cl2F، ويكون على شكل سائل عديم اللون.

## التحضير
يحضر المركب من فلورة 1،1،1-ثلاثي كلورو الإيثان بواسطة فلوريد الهيدروجين الخالي من الماء عند الدرجة 144 °س، حيث يتشكل مركب 1-كلورو-1،1-ثنائي فلورو الإيثان أيضًا.

## الخواص
يكون مركب 1,1-ثنائي كلورو-1-فلورو الإيثان على شكل سائل عديم اللون سهل التطاير، له رائحة تشبه الإيثر في الشروط القياسية من الضغط ودرجة الحرارة، وهو ضعيف الانحلالية في الماء.
عند درجات حرارة أعلى من 200 °س يتفكك المركب إلى فلوريد وكلوريد الهيدروجين بالإضافة إلى غاز الفوسجين السام.
للمركب قيمة احتمالية حدوث احترار عالمي (GWP) مقدارها 600 واحتمالية نضوب الأوزون (ODP) مقدارها 0.11

## الاستخدامات
يستخدم المركب في كعامل في تكوين الرغوة في مجال صناعة الإسفنج الصناعي.

## اقرأ أيضاً
- برومو كلورو ثنائي فلورو الميثان
- 1،1-ثنائي كلورو الإيثان